# Benlloch (kommunhuvudort)
Benlloch är en kommunhuvudort i Spanien.   Den ligger i provinsen Província de Castelló och regionen Valencia, i den östra delen av landet, 300 km öster om huvudstaden Madrid. Benlloch ligger 317 meter över havet och antalet invånare är 841.
Terrängen runt Benlloch är kuperad norrut, men söderut är den platt.Runt Benlloch är det glesbefolkat, med 18 invånare per kvadratkilometer. Närmaste större samhälle är Benicàssim, 18,2 km söder om Benlloch. Trakten runt Benlloch består i huvudsak av gräsmarker.